# Paskál Strandfürdő
A nyári időszakban népszerű fűrdő Budapest XIV. kerületében, Alsórákoson, a Rákos-patak bal partján helyezkedik el.

## Története
A patak egykori hídja mellett állt híres Paskál-malom helye közelében (XIV. ker., Szentmihályi úttól 60 m), az 1965-ben végrehajtott 1735 m mély fúrásból az 1396–1402 m-es mélységközben levő perforáción át felszökő 1000 liter/perc hozamú 70 °C hőmérsékletű hévizet kaptak. Ez volt a Paskál-malmi-forrás, amelynek hévize nagyjából megegyező hőmérsékletű és összetételű a városligeti fúrásokból származó vízzel, és ennek felhasználására az 1980-as évek végén épült a termálvizű strandfürdője az Egressy úton.
Az 1989-es megnyitása óta a környéke teljesen beépült lakóparkokkal.

## Paskál-malom
A Rákos-patak kis szigetén épült fel a Paskál-malom a XVIII. században. Az 1745. évi pesti tanácsülési jegyzőkönyvben már említés történik Paschgall birtokos malmáról. Az alsó-rákosi parcellázásnál és szabályozásánál a malom közelében nyitott utca 1931-ben a Paskál nevet kapta.

### Paschgall György
Pékmester. 1731-től tagja volt a Pest város külső tanácsának, fia Paschgall Antal (Pest, 1740 - 1700-as évek vége) jogot tanult, és 1759-től városi tanácsos volt. A család nevét a zuglói Paskál-malom őrzi.

## A fürdő víze
A termálvíz összetétele nátriumot is tartalmazó kalcium-magnézium-hidrogén-karbonátos kloridos hévíz, melynek fluorid-ion-tartalma is jelentős. Jelenleg nyolc medence található, melyből hat télen is üzemel.
|                           | vízhőfok | vízmélység  | terület   |
| ------------------------- | -------- | ----------- | --------- |
| Úszómedence - ikermedence | 26 °C    | 1,1 - 1,7 m | 1 100 m²  |
| Parkosított terület       | -        | -           | 29 912 m² |

Elérhetősége: 1149 Budapest, Egressy út 178/F, Tel: 1/252-6944